# Marvin Anderson
Marvin Anderson (Trelawny, 12 mei 1982) is een Jamaicaanse voormalig sprinter. Hij nam eenmaal deel aan de Olympische Spelen, maar won hierbij geen medailles.

## Loopbaan
In 2000 werd Anderson zesde op de wereldkampioenschappen voor junioren in het Chileense Santiago. Op de 4 x 100 m estafette werd hij vijfde. Op de wereldkampioenschappen van 2007 in Osaka werd hij zesde in de finale van de 200 m. Met zijn teamgenoten Usain Bolt, Nesta Carter en Asafa Powell won hij een zilveren medaille op de 4 x 100 m achter het Amerikaanse (goud) en voor het Britse team (brons).
Op de Olympische Spelen in 2008 nam Anderson deel aan de 200 m. Met een tijd van 20,85 s kon hij zich plaatsen voor de tweede ronde. In de tweede ronde haalde hij de finish niet.
In juni 2009 werd Anderson betrapt op het gebruik van methylhexanamine. Aanvankelijk werd hij, tezamen met drie anderen, vrijgesproken door de antidopingscommissie van Jamaica, omdat de status van het licht stimulerende middel onduidelijk was. Het staat niet op de verboden lijst. Later werd het viertal door het Jamaicaanse anti-dopingtribunaal alsnog voor drie maanden geschorst.
Op 24 oktober 2015 kondigde Anderson het einde van zijn loopbaan aan.

## Titels
- Centraal-Amerikaans en Caribisch juniorenkampioen 100 m - 2000

## Persoonlijke records
| Onderdeel | Prestatie | Datum            | Plaats   |
| --------- | --------- | ---------------- | -------- |
| 100 m     | 10,11 s   | 28 juni 2008     | Kingston |
| 200 m     | 20,06 s   | 29 augustus 2007 | Osaka    |

## Palmares

### 100 m
- 2001:  Carifta Games voor junioren - 10,49 s

### 200 m
Kampioenschappen
- 2000: 6e WJK - 21,06 s
- 2007: 6e WK - 20,28 s
- 2007:  Pan-Amerikaanse Spelen

Golden League-podiumplekken
- 2007:  ISTAF – 20,61 s

Diamond League-podiumplek
- 2011:  Golden Gala – 20,49 s
- 2012:  Prefontaine Classic – 20,74 s
- 2012:  London Grand Prix – 20,55 s

### 4 x 100 m
- 2000: 5e WJK
- 2007:  WK - 37,89 s (Nat. record)